# Boulevard Lefebvre
Pour les articles homonymes, voir Lefèvre.
Le boulevard Lefebvre est un boulevard du 15e arrondissement de Paris. C'est un élément de la ceinture de boulevards extérieurs dits « boulevards des Maréchaux ».

## Situation et accès
Sur son côté sud, on trouve les anciens locaux du Laboratoire central des ponts et chaussées et en face, au nord, un groupe d'immeubles dont l'un s'est effondré lors de sa construction en janvier 1964. Cet accident, qui fit au moins 20 morts et 18 blessés, est connu sous le nom de « catastrophe du boulevard Lefebvre ».
Elle longe le parc des Expositions et le palais des Sports.
Après avoir été accessible par la ligne de bus de Petite Ceinture, le boulevard Lefebvre est désormais accessible par la ligne 3a du tramway.

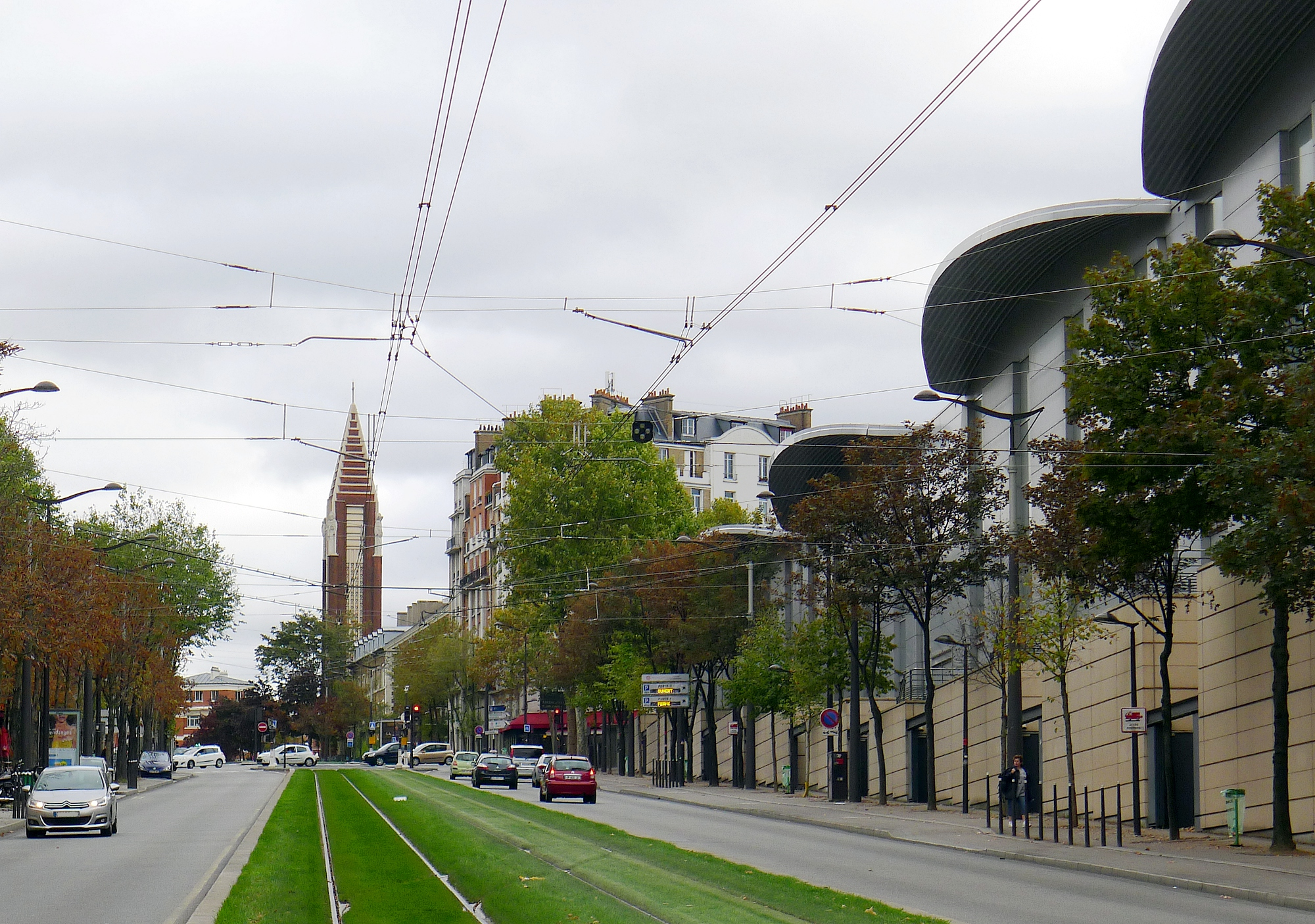
Boulevard Lefebvre vu depuis la porte de Versailles, avec, en arrière-plan, l'église Saint-Antoine-de-Padoue.
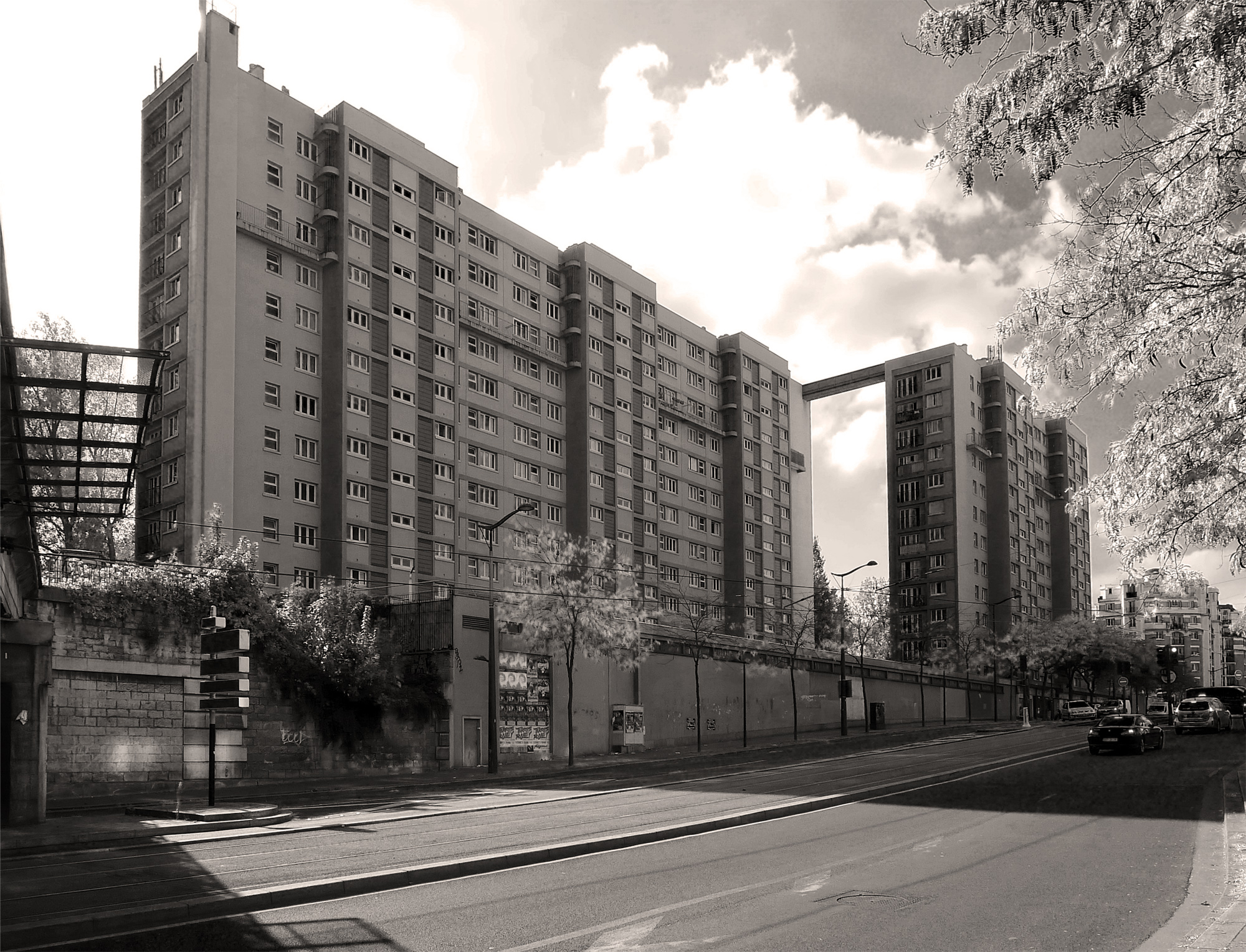
Boulevard Lefebvre à proximité de la porte Brancion.

## Origine du nom

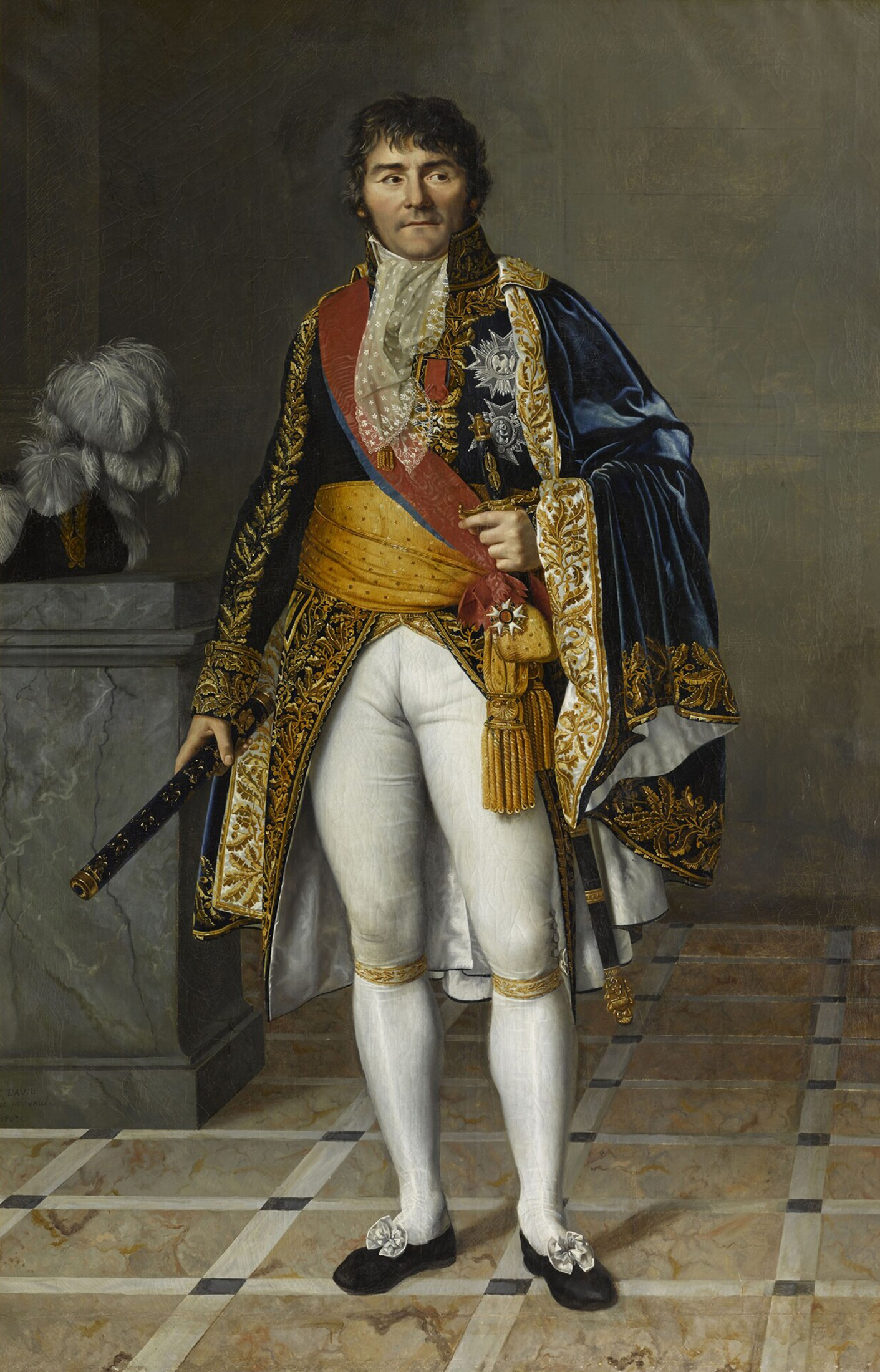
François Joseph Lefebvre.

Le boulevard porte le nom de François Joseph Lefebvre (Rouffach, 1755 – Paris, 1820), duc de Dantzig, maréchal de France.

## Historique
Le boulevard Lefebvre fait partie de la ceinture de boulevards créée à partir de 1861 le long de l'enceinte de Thiers, à la place de la rue Militaire.
Le boulevard a reçu son nom le 2 mars 1864.
Le 30 mars 1918, durant la Première Guerre mondiale, un obus lancé par la Grosse Bertha explose au no 105 boulevard Lefebvre.

## Bâtiments remarquables et lieux de mémoire
- No 52 : église Saint-Antoine-de-Padoue.
- No 58 : anciens locaux du Laboratoire central des ponts et chaussées.
- No 153 : immeuble art déco construit par l'architecte Louis Sarret en 1927.
- No 169 : maison à petits loyers construite en 1906 par l'architecte Jules Lavirotte.

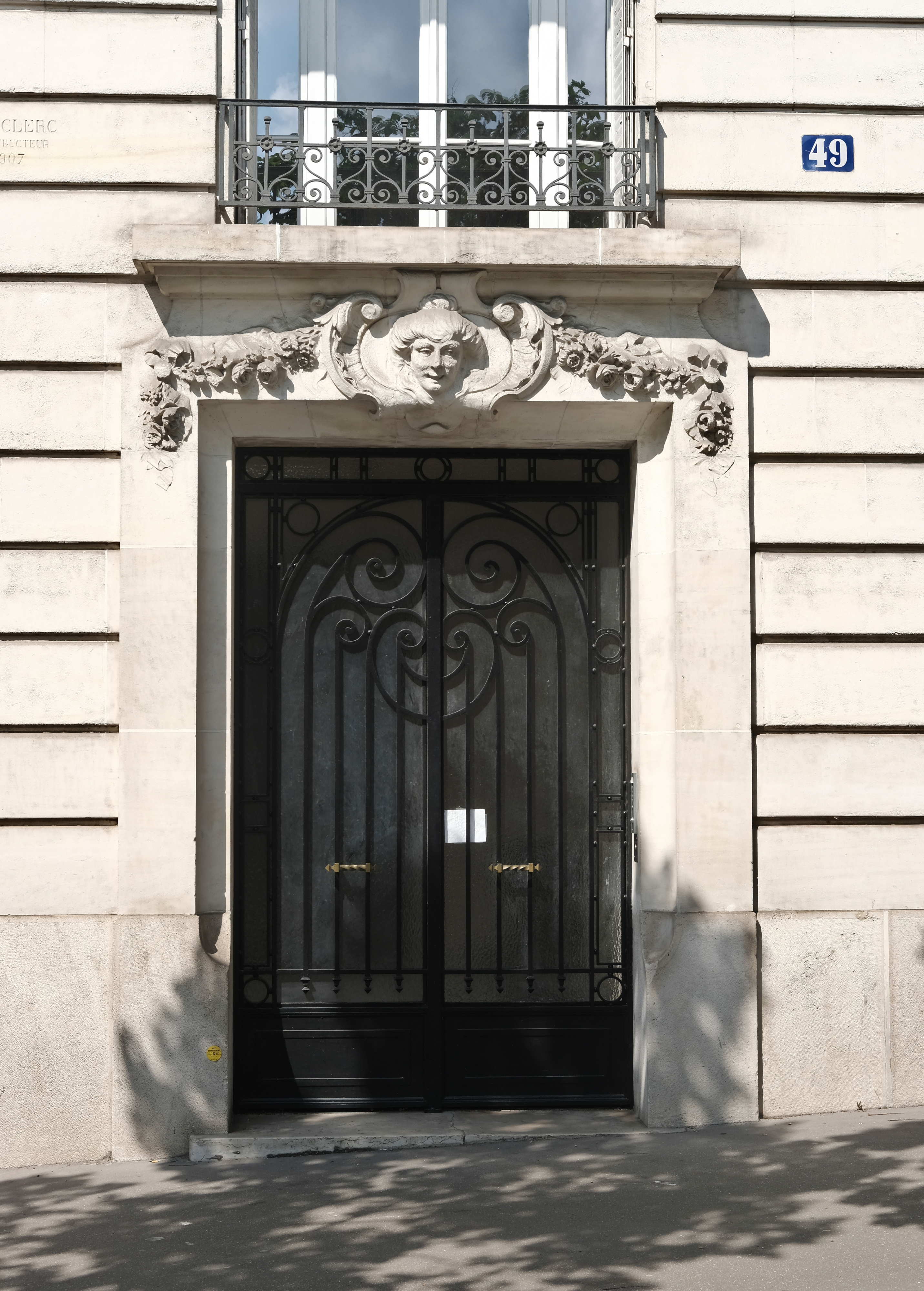
Entrée de l'immeuble n°49.
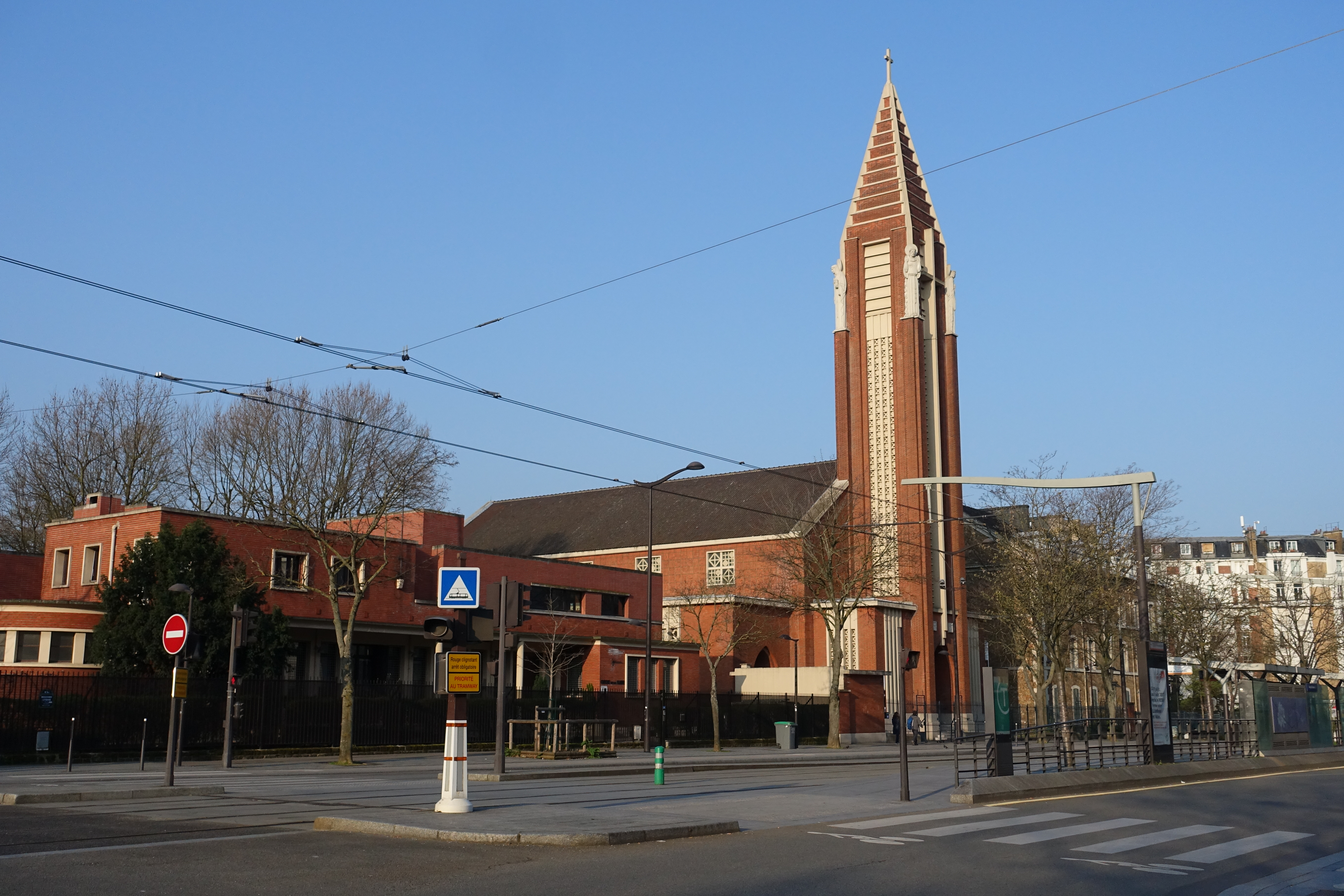
N°58 : église Saint-Antoine-de-Padoue.
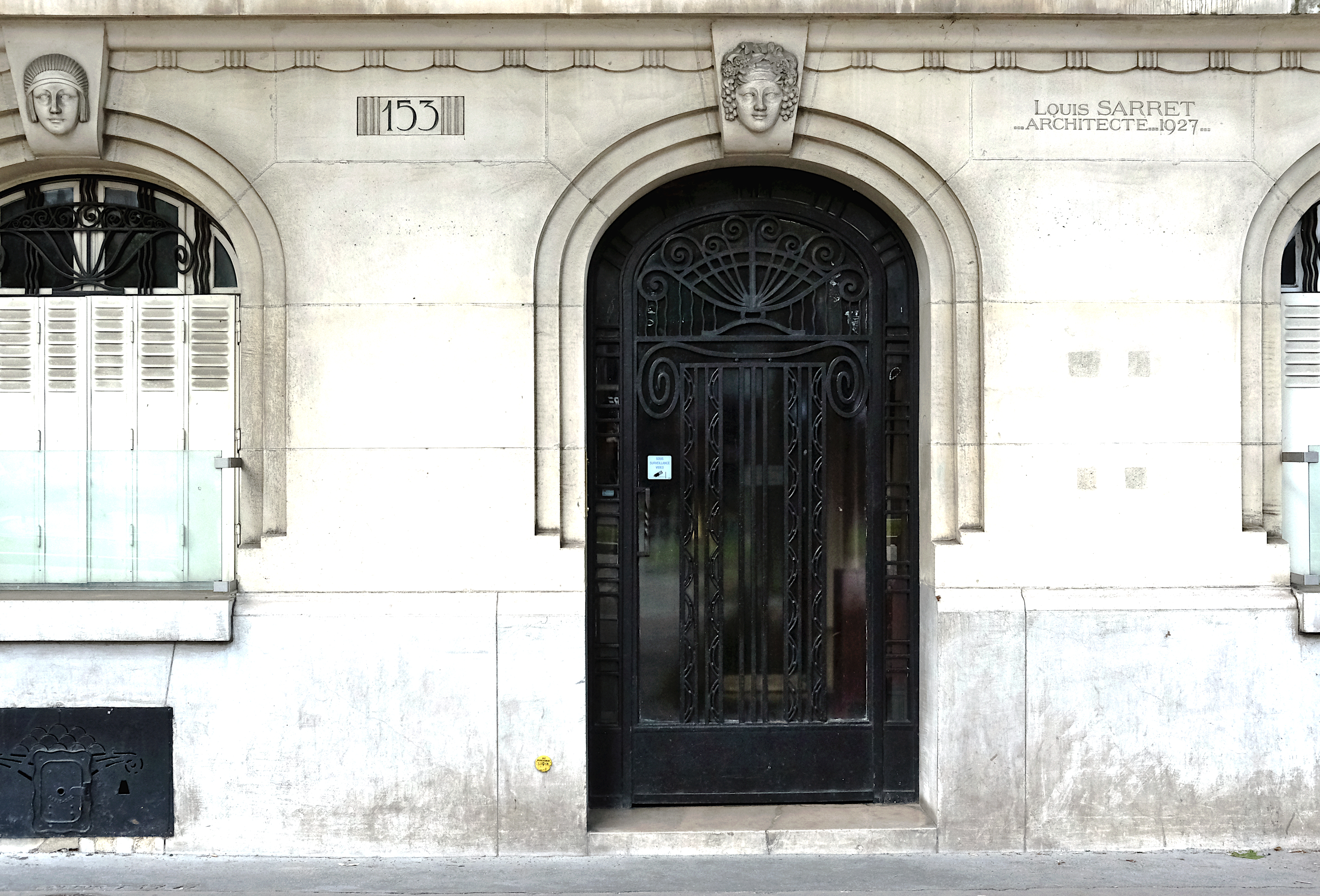
Entrée de l'immeuble n°153 construit en 1927 par l'architecte Louis Sarret.
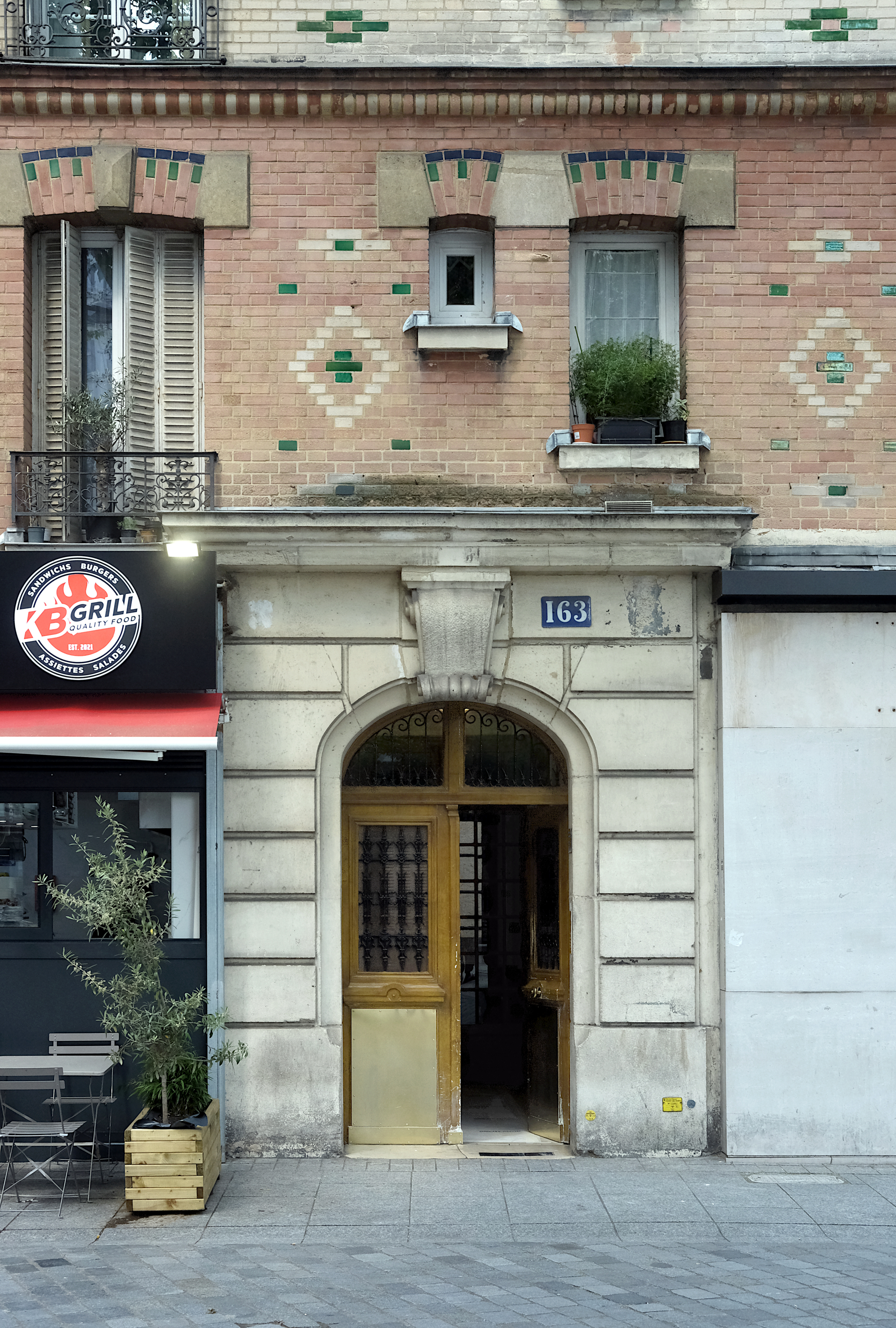
Entrée de l'immeuble n°163.
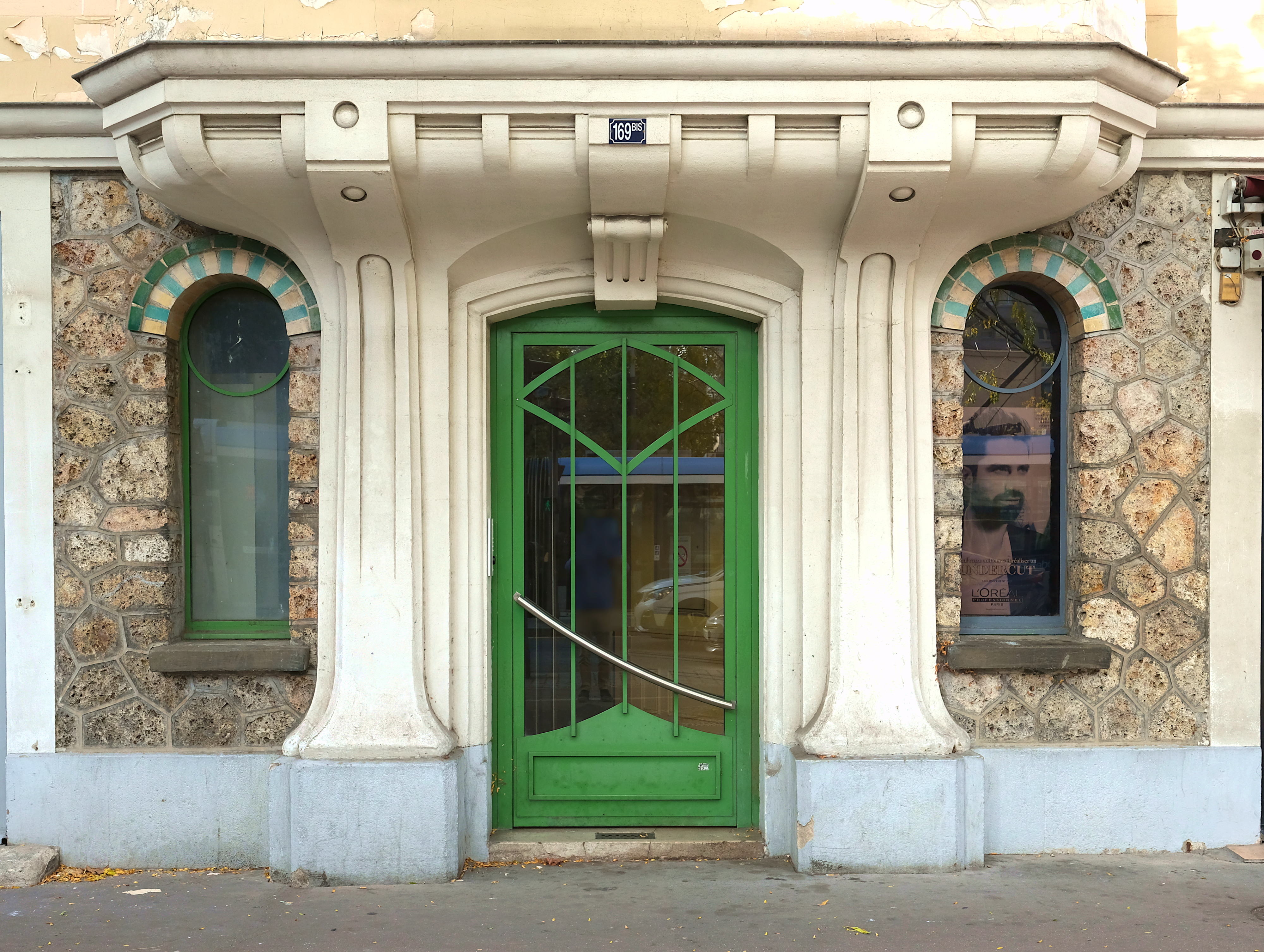
N°169bis.

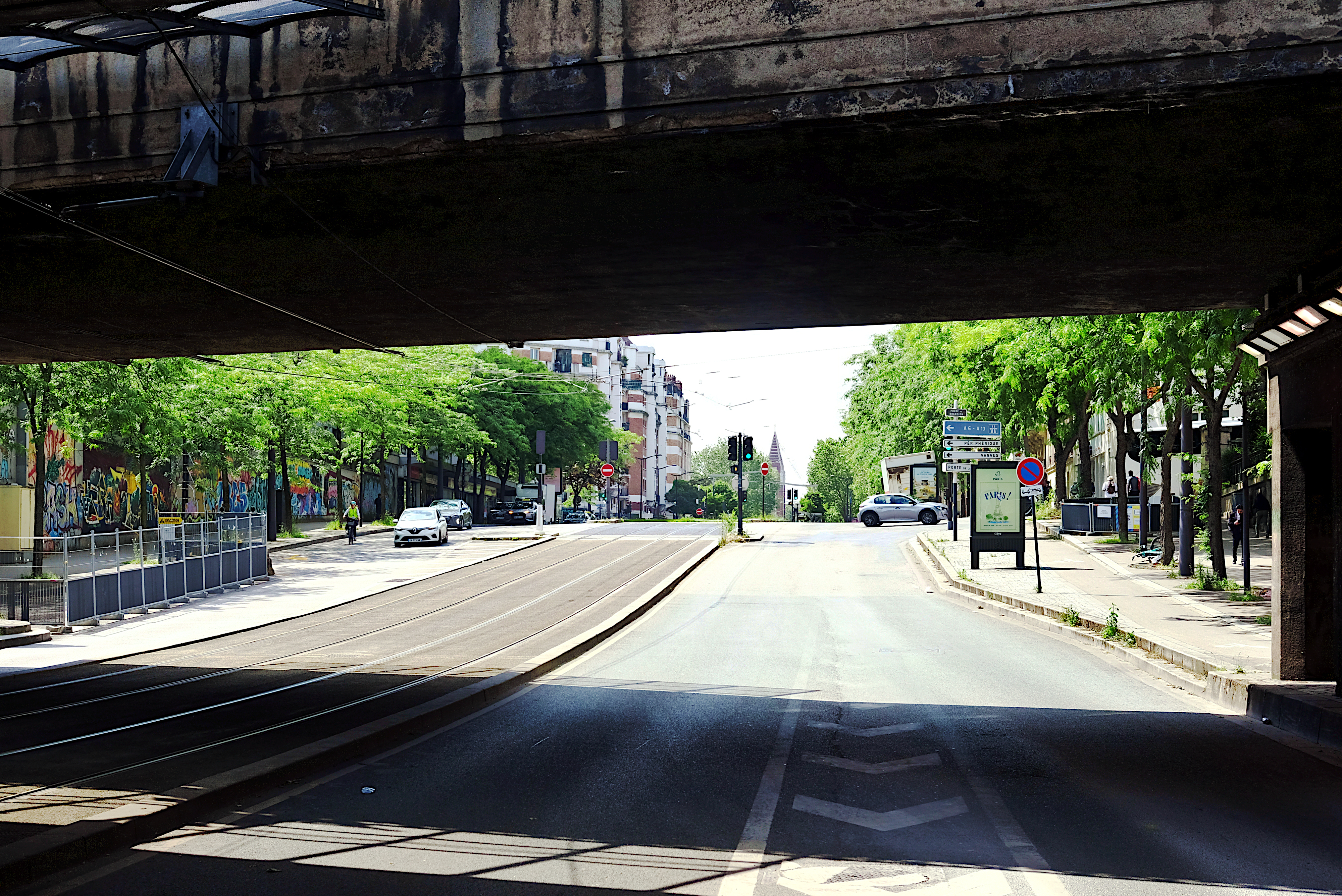
Le boulevard Lefebvre vu depuis le dessous du pont SNCF.
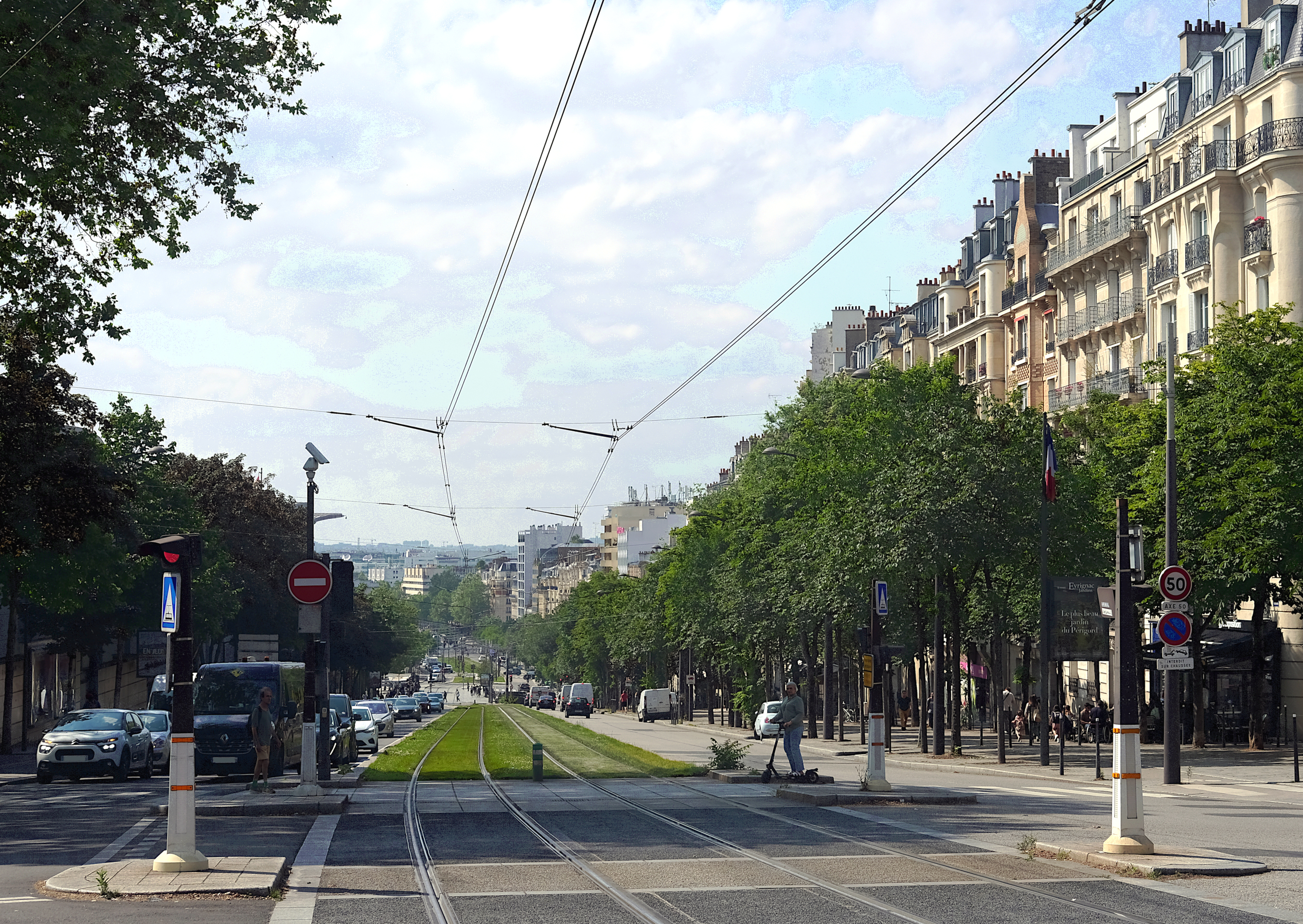
La descente vers la porte de Versailles.
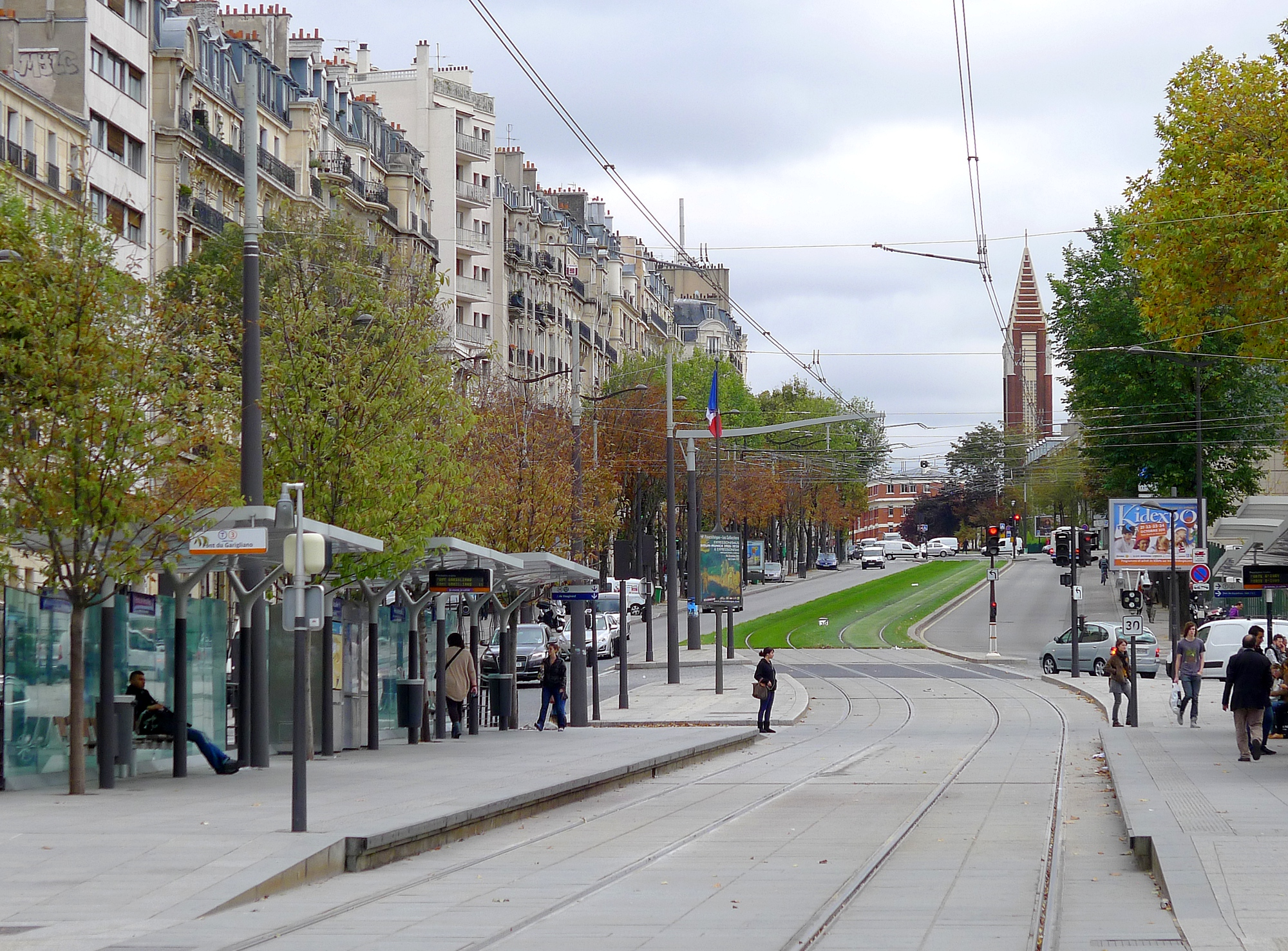
Ligne T3a à la porte de Versailles.